# Passiflora jilekii
Passiflora jilekii är en passionsblomsväxtart som beskrevs av Heinrich Wawra. Passiflora jilekii ingår i släktet passionsblommor, och familjen passionsblomsväxter. Inga underarter finns listade i Catalogue of Life.